# Dingy-en-Vuache
Dingy-en-Vuache település Franciaországban, Haute-Savoie megyében. Lakosainak száma 787 fő (2022. január 1.). Dingy-en-Vuache Chênex, Clarafond-Arcine, Jonzier-Épagny, Savigny, Valleiry és Vulbens községekkel határos.

## Népesség
A település népességének változása:
| Lakosok száma | 644  | 643  | 682  | 682  | 701  | 709  | 737  | 756  | 787  |
|               | 2013 | 2015 | 2016 | 2017 | 2018 | 2019 | 2020 | 2021 | 2022 |